# Pracuúba
Pracuúba is een gemeente in de Braziliaanse deelstaat Amapá. De gemeente telt 3.658 inwoners (schatting 2009).

## Geografie

### Hydrografie
De plaats ligt aan een meer. De rivieren de Falsino, Flechal en Mutum maken deel uit van de gemeentegrens.

### Aangrenzende gemeenten
De gemeente grenst aan Amapá, Calçoene, Ferreira Gomes, Serra do Navio en Tartarugalzinho.

### Beschermd gebied

#### Bosgebied
- Floresta Nacional de Amapá

## Verkeer en vervoer

### Wegen
De gemeente Pracuúba is via de hoofdweg BR-156 verbonden met Macapá, de hoofdstad van de staat Amapá en in noordelijke richting met het grensgebied van Frans-Guyana.